# Machynlleth
Machynlleth (API : /maˈχənɬɛθ/), connu localement sous le nom de 'Mach' (API : /ˈmaχ/), est une ville galloise située dans l'ouest du comté de Powys. En 2001, elle comptait 2 147 habitants, chiffre s'élevant à 2 235 en 2011.
Le parlement gallois d'Owain Glyndŵr y a été tenu en 1404 ainsi que le festival Eisteddfod Genedlaethol en 1937 et 1981.

## Articles liés
- Pont ar Dyfi, pont juste au nord de la ville.